# Крупський Олександр Кирилович
Олекса́ндр Кири́лович Кру́пський (рос. Крупский Александр Кириллович, нім. Alexander Kirillowitsch Krupski; *28 серпня 1845 р. м. Санкт-Петербург — †20 квітня 1911 р. Санкт-Петербург) — російський хімік-технолог українського походження, професор, винахідник, його праці присвячені теорії хімічної технології, ним розроблені найважливіші принципи хімічної технології та узагальнені у самостійну науку про процеси й апарати хімічної технології, дійсний статський радник, є одним із засновників Російського хімічного товариства. Він визнаний серед «Великих людей Росії».

## Біографія
У 1845 р. народився у м. Санкт-Петербург столиці Російської імперії, батьком його був православний протоієрей з Поділля Крупський Кирило Кирилович, один із старіших законовчителів військового відомства, капелан. Походив зі старовинного шляхетного роду Крупських.
Навчався у V-й гімназії м. Санкт-Петербург.
У 1867 р. — закінчив навчання на фізико-математичному факультеті університету м. Санкт-Петербург. Біля 3-х років навчався за кордоном:
- курси Цюрихської політехніки в Федеральній вищій технічній школі Цюриха (нім. Eidgenössisches Polytechnikum in Zürich), потім у
- Лейпцизькому університеті;

та працював у лабораторіях Й. Вісліценуса (м. Цюрих), А. Кольбе й Адольфа Штрекера (м. Лейпциг). До викладацької діяльності стає відомим для техніків як засновник Петербурзького альбумінового заводу, де був потім керівником при будівництві пивоварного заводу П. Дурдіна (броварні) й будівельник масло-екстракційного заводу С. Д. Башмакова в Тамбовській губернії.
4 січня 1868 р. — став одним із засновників Російського хімічного товариства.
Від осені 1871 р. — за рекомендацією Д. І. Менделєєва й відповідно конкурсу обраний викладачем хімічної технології в Петербурзькому технологічному інституті, якому й присвятив подальшу свою діяльність у званні професора від 1877 р..
З 1877 р. — найголовніша його заслуга, як діяча в царині викладання техніки, полягає в поліпшенні й розвиткові методів викладання, у заснуванні узагальнювальних науково-технічних принципів, які призводили до належного оволодівання масою практичного матеріалу, необхідної для техніка у знанні прийомів, засобів й знарядь заводсько-технічної справи. У сухі рецепти кількісного співвідношення реагуючих речовин, у практику конструкції апаратів і знарядь виробництва він вніс узагальнення, засновані переважно на принципах фізичної хімії. Навпомацки, навичкою й інстинктом добуті дані він яскраво освітлював з погляду законів швидкості реакцій і принципу максимальної роботи при взаємодії зустрічних мас. Суха технологія мінеральних речовин перетворилася в струнку наукову дисципліну. Здатність його до узагальнення особливо позначилася у відкритті так званих «коефіцієнтів робочої здатності печі» (пірометричний ефект печі є немов би функцією відносини поверхні решітки до поверхні поду). Він був творцем цілої наукової школи, і в особі його учнів наука й техніка одержала ряд видатних діячів у царині виробництва кераміки, склоробства (гутництва), цементного виробництва: це в першу чергу професор П. П. Федотьєв, А. М. Соколов та інші. Для своїх численних слухачів А. К. Крупский був передусім видатним педагогом, котрий сприяв формуванню інженерного мислення. Майже 40 років він викладав лекції живою й образною мовою, його виступи були насичені посиланнями на літературні джерела й матеріали безпосередніх досліджень на фабриках і заводах. Велику увагу він приділяв питанням проектування на старших курсах. Звичайні бесіди зі студентами (слухачами) по окремих ескізах він майстерно перетворював в імпровізовані лекції про новітні досягнення в галузі науки й техніки.
Постійно бував делегатом на всесвітніх й російських виставках, починаючи із С.-Петербурзької виставки 1870 р. (потім на московській 1872 р., віденської 1873 р., паризької 1878 р., московської 1882 р., паризької 1889 р.. Відстежував усі сучасні досягнення світу. У 1893 р. Навчальний Комітет Технологічного Інституту відрядив професора Крупського О. на відкриття виставки у м. Чикаго (США) до відділу хімічної технології. Пропозиції вченого Крупського О. після повернення з Америки були покладені в основу реорганізації діяльності Технологічного інституту при підготовці інженерних кадрів для промислових виробництв Російської імперії.
У 1909 р. — одним з перших у Росії опублікував курс процесів і апаратів хімічної технології, у якому описав виробничі хімічні процеси на основі принципів фізичної хімії. Ініціатор застосування нафтового опалення для скловарної печі. Розробив теорію промислових пічних (грубних) обладнань, винайшов методи розрахунку топок, першим увів поняття так званого «пічного (грубного) коефіцієнту». Він вів досліди з водопідйомними й повітродувними інжекторами Ернста Кертінга (нім. Ernst Körting; 1842—1921), винайшов і запропонував холодильну установку для залізничного транспорту («вагон-льодовню» або рефрижераторний вагон) тощо. Одночасно керував будівництвом хімічних заводів. Розробив прийоми вилуговування овечої вовни й ін. Володів декількома мовами.
20 квітня 1911 р. — помер у м. Санкт-Петербург.

## Публікації
Основні його наукові дослідження присвячені формуванню основ теорії хімічної технології. У праці «Початкові глави вчення про проектування за хімічною технологією», особливу увагу він приділив фізико-хімічним явищам і складанню єдиної класифікації хіміко-технологічних процесів (періодичних, безперервних і змішаних).
- Із друкованих праць відомі: «Пивоварне виробництво за кордоном»; «Російська хімічна промисловість»; «Альбумін із крові»; окремі глави про засоби, знаряддя й прийоми технічного господарства (надруковано у «Віснику промисловості»); «Про російські скляні заводи» (також там); «До 50-ліття портландцементної справи в Росії»;
- «Застосування приймання прискореного випару в потоці повітря й теоретичні дослідження, зроблені з модельним вагоном-льодовиком на станціях і в дорозі», і багато інших статей в «Журналі російського хімічного товариства» і московському «Віснику Промисловості» Крєчетова;
- Не втратили і нині своєї актуальності його статті: «Фаянс», «Цегельне виробництво», «Кокс», «Порцеляна», «Кахлі», «Вапно у техніці», «Дзеркальне виробництво» тощо.
- Опублікував (1884–1885 рр.) навчальний курс «Скляне виробництво».